# Bijou Kisombe Mundaba
Bijou Kisombe Mundaba (ur. 29 września 1976), piłkarz kongijski grający na pozycji obrońcy.

## Kariera klubowa
Karierę piłkarską Mundaba rozpoczął w mieście Kinszasa, w tamtejszym klubie AC Sodigraf. W 1996 roku zadebiutował w jego barwach w pierwszej lidze Demokratycznej Republiki Konga. W 1999 roku przeszedł do AS Dragons, a w 2002 roku do angolskiego GD Interclube z Luandy. W latach 2003–2006 grał w AS Vita Club, z którym wywalczył mistrzostwo kraju w 2003 roku.

## Kariera reprezentacyjna
W reprezentacji Demokratycznej Republiki Konga Mundaba zadebiutował w 1996 roku. W 1998 roku został po raz pierwszy powołany do kadry na Puchar Narodów Afryki. Na turnieju w Burkina Faso był podstawowym zawodnikiem i rozegrał 5 meczów: z Togo (2:1), z Tunezją (1:2), z Ghaną (1:0 i gol), ćwierćfinał z Kamerunem (1:0 i czerwona kartka) oraz mecz o 3. miejsce z Burkina Faso (4:4, k. 4:1). W 2002 roku był w kadrze narodowej w Pucharu Narodów Afryki 2002. Jego dorobek na tym turnieju to 3 spotkania: z Kamerunem (0:1), z Togo (0:0) i z Wybrzeżem Kości Słoniowej (3:1). Z kolei w 2004 roku został powołany do kadry narodowej na swój trzeci Puchar Narodów Afryki. Na tym turnieju rozegrał jedno spotkanie, z Rwandą (0:1).